# 2008-as labdarúgó-Európa-bajnokság (selejtező)
A 2008-as labdarúgó-Európa-bajnokság selejtező mérkőzéseit 2006 augusztusától 2007 novemberéig játszották le. A selejtezőben 50 válogatott vett részt. Az Eb házigazdái, Ausztria és Svájc nem vettek részt a selejtezőkben.

## Sorsolás
A selejtezők sorsolását 2006. január 27-én tartották a svájci Montreux-ban. Az 50 válogatottat 7 csoportba sorsolták.
Kiemelés
| 1. kalap                                                                                  | 2. kalap                                                                                           | 3. kalap                                                                                        | 4. kalap                                                                              |
| ----------------------------------------------------------------------------------------- | -------------------------------------------------------------------------------------------------- | ----------------------------------------------------------------------------------------------- | ------------------------------------------------------------------------------------- |
| - Görögország - Hollandia - Portugália - Anglia - Csehország - Franciaország - Svédország | - Németország - Horvátország - Olaszország - Törökország - Lengyelország - Spanyolország - Románia | - Szerbia - Oroszország - Dánia - Norvégia - Bulgária - Ukrajna - Szlovákia                     | - Bosznia-Hercegovina - Írország - Belgium - Lettország - Izrael - Skócia - Szlovénia |
| 5. kalap                                                                                  | 6. kalap                                                                                           | 7. kalap                                                                                        |                                                                                       |
| - Magyarország - Finnország - Észtország - Wales - Litvánia - Albánia - Izland            | - Grúzia - Macedónia - Fehéroroszország - Örményország - Észak-Írország - Ciprus - Moldova         | - Liechtenstein - Azerbajdzsán - Andorra - Málta - Feröer - Kazahsztán - Luxemburg - San Marino |                                                                                       |

## Játékvezetők
| Európa - Graham Poll - Mark Halsey - Michael Riley - Howard Webb - Martin Atkinson - Robert Styles - Stephen Bennett - Mark Clattenburg - Mike Dean - Michael Mullarkey - Albano Janku - Vüsal Əliyev - Frank De Bleeckere - Johny Ver Eecke - Paul Allaerts - Johan Verbist - Serge Gumienny - Novo Panić - Siniša Zrnić - Cvetan Georgiev - Hriszto Risztoszkov - Kósztasz Kapitanísz - Leóntiosz Tráttu - Paníkosz Kailísz - Pavel Královec - Jaroslav Jára - Radek Matějek - Claus Bo Larsen - Nicolai Vollquartz - Thomas Vejlgaard - Peter Rasmussen - Michael Svendsen - Mark Courtney - Michael Ross - David Malcolm - Adrian McCourt - Sten Kaldma - Alekszej Kulbakov - Jouni Hyytiä - Mikko Vuorela - Tony Asumaa - Laurent Duhamel - Bertrand Layec - Bruno Faye - Hervé Piccirillo - Stéphane Lannoy - Olivier Thual - Philippe Kalt - Lassin Isaksen - Athanásziosz Briákosz - Geórgiosz Kásznaférisz - Kírosz Vasszárasz - Hrisztóforosz Zográfosz | - Levan Paniashvili - Lasha Silagava - Eric Braamhaar - Jan Wegereef - Pieter Vink - Dick van Egmond - Ivan Bebek - Edo Trivković - Anthony Buttimer - Ian Stokes - Alan Kelly - Kristinn Jakobsson - Johannes Valgeirsson - Asaf Kenan - Haim Jakov - Álón Jefet - Pavel Saliy - Andrejs Sipailo - Robert Malek - Jacek Granat - Grzegorz Gilewski - Tomasz Mikulski - Romans Lajuks - Paulius Malzinskas - Albert Toussaint - Alain Hamer - Luc Wilmes - Ljubomir Krstevski - Kassai Viktor - Szabó Zsolt - Anthony Zammit - Joseph Attard - Veaceslav Banari - Wolfgang Stark - Knut Kircher - Herbert Fandel - Markus Merk - Florian Meyer - Helmut Fleischer - Felix Brych - Terje Hauge - Espen Berntsen - Tom Henning Øvrebø - Tommy Skjerven - Svein Oddvar Moen - Domenico Messina - Roberto Rosetti - Matteo Trefoloni - Stefano Farina - Massimo Busacca - Paolo Dondarini - Nicola Rizzoli - Gerald Lehner - Konrad Plautz | - Thomas Einwaller - Stefan Messner - Bernhard Brugger - Fritz Stuchlik - Igor Egorov - Yuri Baskakov - Nikolai Ivanov - Karen Nalbandján - Ararat Tshagharyan - Lucílio Batista - Pedro Proença - Olegário Benquerença - Bruno Paixao - João Ferreira - Duarte Nuno Pereira Gomes - Cristian Balaj - Alexandru Tudor - Sorin Corpodean - Igorj Ishchenko - Oleh Orekhov - Sergiy Berezka - Gabriele Rossi - Craig Thomson - Stuart Dougal - William Collum - Manuel Mejuto González - Alberto Undiano Mallenco - Luis Medina Cantalejo - Carlos Megía Dávila - Bernardino González Vázquez - Eduardo Iturralde González - René Rogalla - Massimo Busacca - Claudio Circhetta - Carlo Bertolini - Jérôme Laperriere - Martin Hansson - Stefan Johannesson - Martin Ingvarsson - Peter Fröjdfeldt - Jonas Eriksson - Dejan Filipović - Damir Skomina - Ľuboš Micheľ - Vladimír Hriňák - Damir Skomina - Selçuk Dereli - Darko Čeferin - Cüneyt Çakır - Bülent Demirlek - Ceri Richards - Mark Steven Whitby |

## Csoportok
A csoportokban a csapatok oda-visszavágós körmérkőzéseket játszottak egymással. A csoportok első két helyezettje kijutott az Európa-bajnokságra.

A sorrend meghatározása
Az Európa-bajnokság selejtezőjében ha két vagy több csapat a csoportmérkőzések után azonos pontszámmal állt, a következő pontok alapján állapították meg a sorrendet:
1. több szerzett pont az azonosan álló csapatok között lejátszott mérkőzéseken
2. jobb gólkülönbség az azonosan álló csapatok között lejátszott mérkőzéseken
3. több szerzett gól az azonosan álló csapatok között lejátszott mérkőzéseken
4. több idegenben szerzett gól az azonosan álló csapatok között lejátszott mérkőzéseken
5. ha két vagy több csapat azonos pontszámmal áll, akkor az 1–4. pontokat addig kell alkalmazni, ameddig a sorrend nem dönthető el. Ha a sorrend így sem dönthető el, akkor a következő pontok szerint kell a sorrendet meghatározni:
6. jobb gólkülönbség az összes csoportmérkőzésen
7. több szerzett gól az összes csoportmérkőzésen
8. több idegenben szerzett gól az összes csoportmérkőzésen
9. jobb fair play pontszám
10. sorsolás

### A csoport
| Hely. | Csapat        | M  | Gy | D | V | G+ | G– | Gk  | P  | Továbbjutás                           |     | Lengyelország | Portugália | Szerbia | Finnország | Belgium | Kazahsztán | Örményország | Azerbajdzsán |
| ----- | ------------- | -- | -- | - | - | -- | -- | --- | -- | ------------------------------------- | --- | ------------- | ---------- | ------- | ---------- | ------- | ---------- | ------------ | ------------ |
| 1.    | Lengyelország | 14 | 8  | 4 | 2 | 24 | 12 | +12 | 28 | Kijutott a 2008-as Európa-bajnokságra |     | —             | 2–1        | 1–1     | 1–3        | 2–0     | 3–1        | 1–0          | 5–0          |
| 2.    | Portugália    | 14 | 7  | 6 | 1 | 24 | 10 | +14 | 27 | Kijutott a 2008-as Európa-bajnokságra |     | 2–2           | —          | 1–1     | 0–0        | 4–0     | 3–0        | 1–0          | 3–0          |
| 3.    | Szerbia       | 14 | 6  | 6 | 2 | 22 | 11 | +11 | 24 |                                       |     | 2–2           | 1–1        | —       | 0–0        | 1–0     | 1–0        | 3–0          | 1–0          |
| 4.    | Finnország    | 14 | 6  | 6 | 2 | 13 | 7  | +6  | 24 |                                       | 0–0 | 1–1           | 0–2        | —       | 2–0        | 2–1     | 1–0        | 2–1          |              |
| 5.    | Belgium       | 14 | 5  | 3 | 6 | 14 | 16 | −2  | 18 |                                       | 0–1 | 1–2           | 3–2        | 0–0     | —          | 0–0     | 3–0        | 3–0          |              |
| 6.    | Kazahsztán    | 14 | 2  | 4 | 8 | 11 | 21 | −10 | 10 |                                       | 0–1 | 1–2           | 2–1        | 0–2     | 2–2        | —       | 1–2        | 1–1          |              |
| 7.    | Örményország  | 12 | 2  | 3 | 7 | 4  | 13 | −9  | 9  |                                       | 1–0 | 1–1           | 0–0        | 0–0     | 0–1        | 0–1     | —          | Tör.         |              |
| 8.    | Azerbajdzsán  | 12 | 1  | 2 | 9 | 6  | 28 | −22 | 5  |                                       | 1–3 | 0–2           | 1–6        | 1–0     | 0–1        | 1–1     | Tör.       | —            |              |

1. 1 2  Egymás elleni pontszám: Szerbia 4, Finnország 1.
2. 1 2  Az UEFA 2007 júniusában törölte az Azerbajdzsán–Örményország, illetve az Örményország–Azerbajdzsán mérkőzéseket, mert a két szövetség nem tudott megállapodni a mérkőzések helyszínéről.[3]

### B csoport
| Hely. | Csapat        | M  | Gy | D | V  | G+ | G– | Gk  | P  | Továbbjutás                           |     | Olaszország | Franciaország | Skócia | Ukrajna | Litvánia | Grúzia | Feröer |
| ----- | ------------- | -- | -- | - | -- | -- | -- | --- | -- | ------------------------------------- | --- | ----------- | ------------- | ------ | ------- | -------- | ------ | ------ |
| 1.    | Olaszország   | 12 | 9  | 2 | 1  | 22 | 9  | +13 | 29 | Kijutott a 2008-as Európa-bajnokságra |     | —           | 0–0           | 2–0    | 2–0     | 1–1      | 2–0    | 3–1    |
| 2.    | Franciaország | 12 | 8  | 2 | 2  | 25 | 5  | +20 | 26 | Kijutott a 2008-as Európa-bajnokságra |     | 3–1         | —             | 0–1    | 2–0     | 2–0      | 1–0    | 5–0    |
| 3.    | Skócia        | 12 | 8  | 0 | 4  | 21 | 12 | +9  | 24 |                                       |     | 1–2         | 1–0           | —      | 3–1     | 3–1      | 2–1    | 6–0    |
| 4.    | Ukrajna       | 12 | 5  | 2 | 5  | 18 | 16 | +2  | 17 |                                       | 1–2 | 2–2         | 2–0           | —      | 1–0     | 3–2      | 5–0    |        |
| 5.    | Litvánia      | 12 | 5  | 1 | 6  | 11 | 13 | −2  | 16 |                                       | 0–2 | 0–1         | 1–2           | 2–0    | —       | 1–0      | 2–1    |        |
| 6.    | Grúzia        | 12 | 3  | 1 | 8  | 16 | 19 | −3  | 10 |                                       | 1–3 | 0–3         | 2–0           | 1–1    | 0–2     | —        | 3–1    |        |
| 7.    | Feröer        | 12 | 0  | 0 | 12 | 4  | 43 | −39 | 0  |                                       | 1–2 | 0–6         | 0–2           | 0–2    | 0–1     | 0–6      | —      |        |

### C csoport
| Hely. | Csapat              | M  | Gy | D | V | G+ | G– | Gk  | P  | Továbbjutás                           |     | Görögország | Törökország | Norvégia | Bosznia-Hercegovina | Moldova | Magyarország | Málta |
| ----- | ------------------- | -- | -- | - | - | -- | -- | --- | -- | ------------------------------------- | --- | ----------- | ----------- | -------- | ------------------- | ------- | ------------ | ----- |
| 1.    | Görögország         | 12 | 10 | 1 | 1 | 25 | 10 | +15 | 31 | Kijutott a 2008-as Európa-bajnokságra |     | —           | 1–4         | 1–0      | 3–2                 | 2–1     | 2–0          | 5–0   |
| 2.    | Törökország         | 12 | 7  | 3 | 2 | 25 | 11 | +14 | 24 | Kijutott a 2008-as Európa-bajnokságra |     | 0–1         | —           | 2–2      | 1–0                 | 5–0     | 3–0          | 2–0   |
| 3.    | Norvégia            | 12 | 7  | 2 | 3 | 27 | 11 | +16 | 23 |                                       |     | 2–2         | 1–2         | —        | 1–2                 | 2–0     | 4–0          | 4–0   |
| 4.    | Bosznia-Hercegovina | 12 | 4  | 1 | 7 | 16 | 22 | −6  | 13 |                                       | 0–4 | 3–2         | 0–2         | —        | 0–1                 | 1–3     | 1–0          |       |
| 5.    | Moldova             | 12 | 3  | 3 | 6 | 12 | 19 | −7  | 12 |                                       | 0–1 | 1–1         | 0–1         | 2–2      | —                   | 3–0     | 1–1          |       |
| 6.    | Magyarország        | 12 | 4  | 0 | 8 | 11 | 22 | −11 | 12 |                                       | 1–2 | 0–1         | 1–4         | 1–0      | 2–0                 | —       | 2–0          |       |
| 7.    | Málta               | 12 | 1  | 2 | 9 | 10 | 31 | −21 | 5  |                                       | 0–1 | 2–2         | 1–4         | 2–5      | 2–3                 | 2–1     | —            |       |

1. 1 2  Az egymás elleni pontszám (3) döntetlen. Egymás elleni gólkülönbség: Moldova +1, Magyarország −1.

### D csoport
| Hely. | Csapat      | M  | Gy | D | V  | G+ | G– | Gk  | P  | Továbbjutás                           |     | Csehország | Németország | Írország | Szlovákia | Wales | Ciprusi Köztársaság | San Marino |
| ----- | ----------- | -- | -- | - | -- | -- | -- | --- | -- | ------------------------------------- | --- | ---------- | ----------- | -------- | --------- | ----- | ------------------- | ---------- |
| 1.    | Csehország  | 12 | 9  | 2 | 1  | 27 | 5  | +22 | 29 | Kijutott a 2008-as Európa-bajnokságra |     | —          | 1–2         | 1–0      | 3–1       | 2–1   | 1–0                 | 7–0        |
| 2.    | Németország | 12 | 8  | 3 | 1  | 35 | 7  | +28 | 27 | Kijutott a 2008-as Európa-bajnokságra |     | 0–3        | —           | 1–0      | 2–1       | 0–0   | 4–0                 | 6–0        |
| 3.    | Írország    | 12 | 4  | 5 | 3  | 17 | 14 | +3  | 17 |                                       |     | 1–1        | 0–0         | —        | 1–0       | 1–0   | 1–1                 | 5–0        |
| 4.    | Szlovákia   | 12 | 5  | 1 | 6  | 33 | 23 | +10 | 16 |                                       | 0–3 | 1–4        | 2–2         | —        | 2–5       | 6–1   | 7–0                 |            |
| 5.    | Wales       | 12 | 4  | 3 | 5  | 18 | 19 | −1  | 15 |                                       | 0–0 | 0–2        | 2–2         | 1–5      | —         | 3–1   | 3–0                 |            |
| 6.    | Ciprus      | 12 | 4  | 2 | 6  | 17 | 24 | −7  | 14 |                                       | 0–2 | 1–1        | 5–2         | 1–3      | 3–1       | —     | 3–0                 |            |
| 7.    | San Marino  | 12 | 0  | 0 | 12 | 2  | 57 | −55 | 0  |                                       | 0–3 | 0–13       | 1–2         | 0–5      | 1–2       | 0–1   | —                   |            |

### E csoport
| Hely. | Csapat       | M  | Gy | D | V  | G+ | G– | Gk  | P  | Továbbjutás                           |     | Horvátország | Oroszország | Anglia | Izrael | Észak-Macedónia | Észtország | Andorra |
| ----- | ------------ | -- | -- | - | -- | -- | -- | --- | -- | ------------------------------------- | --- | ------------ | ----------- | ------ | ------ | --------------- | ---------- | ------- |
| 1.    | Horvátország | 12 | 9  | 2 | 1  | 28 | 8  | +20 | 29 | Kijutott a 2008-as Európa-bajnokságra |     | —            | 0–0         | 2–0    | 1–0    | 2–1             | 2–0        | 7–0     |
| 2.    | Oroszország  | 12 | 7  | 3 | 2  | 18 | 7  | +11 | 24 | Kijutott a 2008-as Európa-bajnokságra |     | 0–0          | —           | 2–1    | 1–1    | 3–0             | 2–0        | 4–0     |
| 3.    | Anglia       | 12 | 7  | 2 | 3  | 24 | 7  | +17 | 23 |                                       |     | 2–3          | 3–0         | —      | 3–0    | 0–0             | 3–0        | 5–0     |
| 4.    | Izrael       | 12 | 7  | 2 | 3  | 20 | 12 | +8  | 23 |                                       | 3–4 | 2–1          | 0–0         | —      | 1–0    | 4–0             | 4–1        |         |
| 5.    | Macedónia    | 12 | 4  | 2 | 6  | 12 | 12 | 0   | 14 |                                       | 2–0 | 0–2          | 0–1         | 1–2    | —      | 1–1             | 3–0        |         |
| 6.    | Észtország   | 12 | 2  | 1 | 9  | 5  | 21 | −16 | 7  |                                       | 0–1 | 0–2          | 0–3         | 0–1    | 0–1    | —               | 2–1        |         |
| 7.    | Andorra      | 12 | 0  | 0 | 12 | 2  | 42 | −40 | 0  |                                       | 0–6 | 0–1          | 0–3         | 0–2    | 0–3    | 0–2             | —          |         |

1. 1 2  Egymás elleni pontszám: Anglia 4, Izrael 1.

### F csoport
| Hely. | Csapat         | M  | Gy | D | V | G+ | G– | Gk  | P  | Továbbjutás                           |     | Spanyolország | Svédország | Észak-Írország | Dánia | Lettország | Izland | Liechtenstein |
| ----- | -------------- | -- | -- | - | - | -- | -- | --- | -- | ------------------------------------- | --- | ------------- | ---------- | -------------- | ----- | ---------- | ------ | ------------- |
| 1.    | Spanyolország  | 12 | 9  | 1 | 2 | 23 | 8  | +15 | 28 | Kijutott a 2008-as Európa-bajnokságra |     | —             | 3–0        | 1–0            | 2–1   | 2–0        | 1–0    | 4–0           |
| 2.    | Svédország     | 12 | 8  | 2 | 2 | 23 | 9  | +14 | 26 | Kijutott a 2008-as Európa-bajnokságra |     | 2–0           | —          | 1–1            | 0–0   | 2–1        | 5–0    | 3–1           |
| 3.    | Észak-Írország | 12 | 6  | 2 | 4 | 17 | 14 | +3  | 20 |                                       |     | 3–2           | 2–1        | —              | 2–1   | 1–0        | 0–3    | 3–1           |
| 4.    | Dánia          | 12 | 6  | 2 | 4 | 21 | 11 | +10 | 20 |                                       | 1–3 | 0–3           | 0–0        | —              | 3–1   | 3–0        | 4–0    |               |
| 5.    | Lettország     | 12 | 4  | 0 | 8 | 15 | 17 | −2  | 12 |                                       | 0–2 | 0–1           | 1–0        | 0–2            | —     | 4–0        | 4–1    |               |
| 6.    | Izland         | 12 | 2  | 2 | 8 | 10 | 27 | −17 | 8  |                                       | 1–1 | 1–2           | 2–1        | 0–2            | 2–4   | —          | 1–1    |               |
| 7.    | Liechtenstein  | 12 | 2  | 1 | 9 | 9  | 32 | −23 | 7  |                                       | 0–2 | 0–3           | 1–4        | 0–4            | 1–0   | 3–0        | —      |               |

1. 1 2  Egymás elleni pontszám: Észak-Írország 4, Dánia 1.
2. ↑  A Dánia–Svédország mérkőzés 3–3-as állásnál a 89. percben félbeszakadt. Herbert Fandel játékvezető a svédek javára büntetőt ítélt. Ezt követően egy szurkoló berohant a pályára és megütötte a játékvezetőt, Fandel pedig lefújta a mérkőzést.[4][5] Az UEFA utólag 3–0-s eredménnyel Svédország javára írta a találkozót. A dánoknak két mérkőzést a Parken Stadion helyett máshol kellett lejátszaniuk.[6]

### G csoport
| Hely. | Csapat           | M  | Gy | D | V  | G+ | G– | Gk  | P  | Továbbjutás                           |     | Románia | Hollandia | Bulgária | Fehéroroszország | Albánia | Szlovénia | Luxemburg |
| ----- | ---------------- | -- | -- | - | -- | -- | -- | --- | -- | ------------------------------------- | --- | ------- | --------- | -------- | ---------------- | ------- | --------- | --------- |
| 1.    | Románia          | 12 | 9  | 2 | 1  | 26 | 7  | +19 | 29 | Kijutott a 2008-as Európa-bajnokságra |     | —       | 1–0       | 2–2      | 3–1              | 6–1     | 2–0       | 3–0       |
| 2.    | Hollandia        | 12 | 8  | 2 | 2  | 15 | 5  | +10 | 26 | Kijutott a 2008-as Európa-bajnokságra |     | 0–0     | —         | 2–0      | 3–0              | 2–1     | 2–0       | 1–0       |
| 3.    | Bulgária         | 12 | 7  | 4 | 1  | 18 | 7  | +11 | 25 |                                       |     | 1–0     | 1–1       | —        | 2–1              | 0–0     | 3–0       | 3–0       |
| 4.    | Fehéroroszország | 12 | 4  | 1 | 7  | 17 | 23 | −6  | 13 |                                       | 1–3 | 2–1     | 0–2       | —        | 2–2              | 4–2     | 0–1       |           |
| 5.    | Albánia          | 12 | 2  | 5 | 5  | 12 | 18 | −6  | 11 |                                       | 0–2 | 0–1     | 1–1       | 2–4      | —                | 0–0     | 2–0       |           |
| 6.    | Szlovénia        | 12 | 3  | 2 | 7  | 9  | 16 | −7  | 11 |                                       | 1–2 | 0–1     | 0–2       | 1–0      | 0–0              | —       | 2–0       |           |
| 7.    | Luxemburg        | 12 | 1  | 0 | 11 | 2  | 23 | −21 | 3  |                                       | 0–2 | 0–1     | 0–1       | 1–2      | 0–3              | 0–3     | —         |           |

1. 1 2  Az egymás elleni eredmény döntetlen. Az összes gólkülönbség döntött.